# Pulp magazine

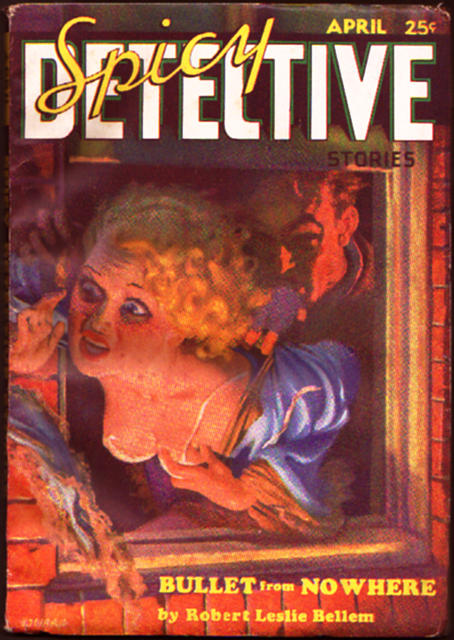
Okładka magazynu pulpowego Spicy Detective Stories z kwietnia 1935

Pulp magazine – tanie, wydawane na papierze gorszej jakości, publikacje prasowe, najczęściej zawierające popularne treści (kryminał, fantastyka).

## Nazwa
Nazwa wywodzi się od pulpy papierowej – surowca, z którego produkowano papier. Typowe magazyny tej kategorii w Stanach Zjednoczonych miały format 7 na 10 cali (17,8 × 25,4 cm) i zawierały 128 stron.

## Historia
Magazyny pulpowe narodziły się w USA i szczyt popularności notowały w okresie od lat 20. do lat 50. XX wieku. Były następcą tanich i popularnych publikacji sensacyjnych z XIX wieku – penny dreadful czy literatury wagonowej. Za pierwszy magazyn uważa się Argosy Magazine, wydany w 1896 roku. Najbardziej popularne tytuły to: Amazing Stories, Black Mask, Dime Detective, Flying Aces, Horror Stories, Marvel Tales, Oriental Stories, Planet Stories, Spicy Detective, Startling Stories, Thrilling Wonder Stories, Unknown i Weird Tales.
Niedobory papieru w okresie II wojny światowej miały poważny wpływ na rynek magazynów pulpowych, powodując powolny upadek tej formy. W 1941 roku Mystery Magazine, wydawany przez Ellery Queena, zmienił format na digest size (ok. 5 × 8 cali) – mniejsze i grubsze rozmiary. W 1949 roku wydawnictwo Street & Smith zamknęło większość swoich wydawnictw pulpowych i rozpoczęło wydawanie magazynów typu slicks na papierze lepszej jakości. Zmierzch formatu pulp spowodowany był nie tylko rosnącymi kosztami, ale przede wszystkim silną konkurencją ze strony komiksów, telewizji oraz powieści wydawanych w miękkiej oprawie.

## W Polsce
W Polsce odpowiednikami amerykańskich wydawnictw są tytuły z lat 90. XX w., np. Detektyw.